# Partícula en una caja

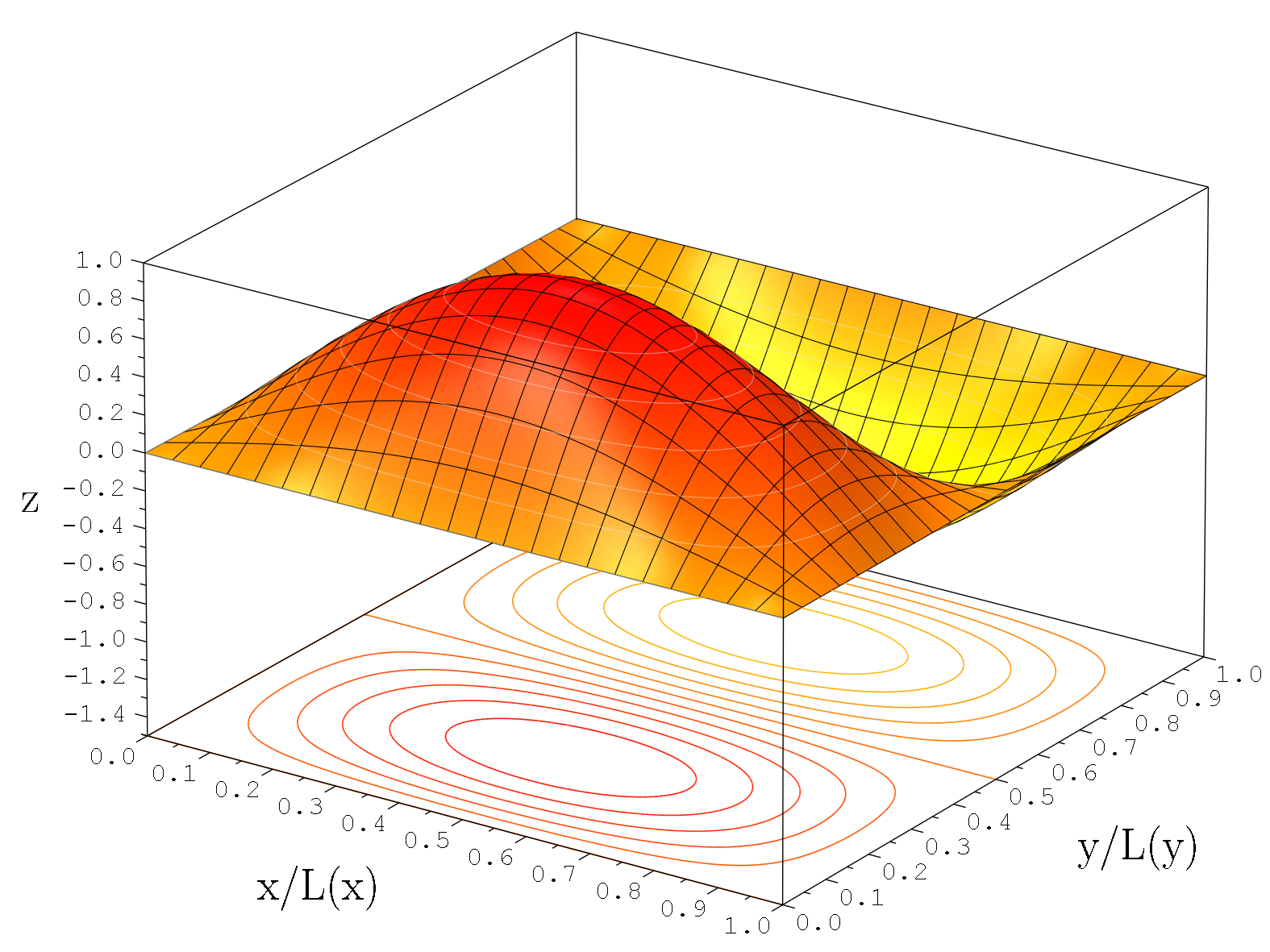
Función de onda para una partícula encerrada en una caja bidimensional, las líneas de nivel sobre el plano inferior están relacionadas con la probabilidad de presencia.

En física, la partícula en una caja (también conocida como pozo de potencial infinito) es un problema muy simple que consiste de una sola partícula que rebota dentro de una caja inmóvil de la cual no puede escapar, y donde no pierde energía al colisionar contra sus paredes.
En mecánica clásica, la solución al problema es trivial: la partícula se mueve en una línea recta a una velocidad constante hasta que rebota en una de las paredes. Al rebotar, la velocidad cambia de sentido cambiando de signo la componente paralela a la dirección perpendicular a la pared y manteniéndose la velocidad paralela a la pared, sin embargo, no hay cambio en el módulo de la misma velocidad.

## Descripción cuántica del problema
El problema se vuelve muy interesante cuando se intenta resolver dentro de la mecánica cuántica, ya que es necesario introducir muchos de los conceptos importantes de esta disciplina para encontrar una solución. Sin embargo, aun así es un problema simple con una solución definida. Este artículo se concentra en la solución dentro de la mecánica cuántica.
El problema puede plantearse en cualquier número de dimensiones, pero el más simple es el problema unidimensional, mientras que el más útil es el que se centra en una caja tridimensional. En una dimensión, se representa por una partícula que existe en un segmento de una línea, siendo las paredes los puntos finales del segmento.
En términos de la física, la partícula en una caja se define como una partícula puntual, encerrada en una caja donde no experimenta ningún tipo de fuerza (es decir, su energía potencial es constante, aunque sin pérdida de generalidad podemos considerar que vale cero). En las paredes de la caja, el potencial aumenta hasta un valor infinito, haciéndola impenetrable. Usando esta descripción en términos de potenciales nos permite usar la ecuación de Schrödinger para determinar una solución.

Esquema del potencial para la caja unidimensional

Como se menciona más arriba, si estuviéramos estudiando el problema bajo las reglas de la mecánica clásica, deberíamos aplicar las leyes del movimiento de Newton a las condiciones iniciales, y el resultado sería razonable e intuitivo. En mecánica cuántica, cuando se aplica la ecuación de Schrödinger, los resultados no son intuitivos. En primer lugar, la partícula solo puede tener ciertos niveles de energía específicos, y el nivel cero no es uno de ellos. En segundo lugar, las probabilidades de detectar la partícula dentro de la caja en cada nivel específico de energía no son uniformes - existen varias posiciones dentro de la caja donde la partícula puede ser encontrada, pero también hay posiciones donde es imposible hacerlo. Ambos resultados difieren de la manera usual en la que percibimos al mundo, incluso si están fundamentados por principios extensivamente verificados a través de experimentos.

## Caja unidimensional
La versión más sencilla se da en la situación idealizada de una "caja monodimensional", en la que la partícula de masa m puede ocupar cualquier posición en el intervalo [0,L]. Para encontrar los posibles estados estacionarios es necesario plantear la ecuación de Schrödinger independiente del tiempo en una dimensión para el problema. Considerando que el potencial es cero dentro de la caja e infinito fuera, la ecuación de Schrödinger dentro de la caja es:

(1){\displaystyle -{\cfrac {\hbar ^{2}}{2m}}{\cfrac {\mathrm {d} ^{2}\psi (x)}{\mathrm {d} x^{2}}}=E\psi (x)\quad {\mbox{con}}\quad 0<x<L}

con las siguientes condiciones de contorno, consecuencia que la función de onda se anula fuera de la caja

(1a){\displaystyle {\begin{cases}\psi (0)=0\\\psi (L)=0\end{cases}}}

y donde
{\displaystyle \hbar } es la constante reducida de Planck,
{\displaystyle m\,} es la masa de la partícula,
Error al representar (SVG (MathML puede ser habilitado mediante un plugin de navegador): respuesta no válida («Math extension cannot connect to Restbase.») del servidor «http://localhost:6011/es.wikipedia.org/v1/»:): {\displaystyle \psi\left(x\right)\,}
 es la función de onda estacionaria independiente del tiempo que queremos obtener (autofunciones) y
{\displaystyle E\,} es la energía de la partícula (autovalor).
Las autofunciones y autovalores de una partícula de masa m en una caja monodimensional de longitud L son:

(1b){\displaystyle \psi _{n}(x)={\sqrt {\frac {2}{L}}}\sin {\left({\frac {n\pi x}{L}}\right)},\qquad E_{n}={\frac {\hbar ^{2}\pi ^{2}}{2mL^{2}}}n^{2}={\frac {h^{2}}{8mL^{2}}}n^{2},\qquad {\mbox{con}}\ n=1,2,3,...}

Niveles de energía (líneas discontinuas) y funciones de onda (líneas continuas) de la partícula en una caja monodimensional

Nótese que solo son posibles los niveles de energía "cuantizados". Además, como n no puede ser cero (ver más adelante), el menor valor de la energía tampoco puede serlo. Esta energía mínima se llama energía del punto cero y se justifica en términos del principio de incertidumbre. Debido a que la partícula se encuentra restringida a moverse en una región finita, la varianza de la posición tiene un límite superior (la longitud de la caja, {\displaystyle L}). Así, de acuerdo con el principio de incertidumbre, la varianza del momento de la partícula no puede ser cero y, por tanto, la partícula debe tener una cierta cantidad de energía que aumenta cuando la longitud de la caja L disminuye.

### Deducción
A continuación ilustramos la deducción de los anteriores valores de la energía y forma de las funciones de onda por su valor didáctico. La ecuación de Schrödinger anterior es una ecuación diferencial lineal de segundo orden con coeficientes constantes, cuya solución general es:

{\displaystyle \psi (x)=A\sin(kx)+B\cos(kx),\qquad {\mbox{donde}}\ k^{2}={\frac {2mE}{\hbar ^{2}}}}

Donde, A y B son, en general, números complejos que deberán escogerse para cumplir las condiciones de contorno. Por otra parte el número k se conoce como número de onda y es un número real, al serlo E. Por otro lado, la solución particular del problema (1) se obtiene imponiendo las condiciones de contorno apropiadas, lo que permite obtener los valores de A y B.
Si consideramos la primera de las condiciones de contorno, {\displaystyle \psi (0)=0}, entonces {\displaystyle B=0} (debido a que {\displaystyle \sin(0)=0\;} y
{\displaystyle \cos(0)=1\,}). Por tanto, la función de onda debe de tener la forma:

{\displaystyle \psi (x)=A\sin(kx)\,}

y en {\displaystyle x=L\;} se obtiene:

{\displaystyle \psi (L)=A\sin(kL)=0\,}

La solución trivial es {\displaystyle A=0\;}, que implica que {\displaystyle \psi =0} en cualquier lugar (es decir, la partícula no está en la caja).
Si {\displaystyle A\neq 0} entonces {\displaystyle \sin(kL)=0\,} si y solo si:

{\displaystyle k={\frac {n\pi }{L}}\quad {\mbox{donde}}\quad n\in \mathbb {Z} ^{+}}

El valor {\displaystyle n=0\,} se elimina porque, en este caso, {\displaystyle \psi =0} en cualquier lugar, lo que corresponde con el caso en el que la partícula no está en la caja. Los valores negativos también se omiten, debido a que la función de onda está definida salvo una fase consecuencia de que la densidad de probabilidad, representada por el cuadrado de la función de onda {\displaystyle \psi ^{*}\psi }, es independiente del valor de dicha fase. En este caso, los valores negativos de {\displaystyle n} suponen un mero cambio de signo de {\displaystyle \sin(nx)\,} y, por tanto, no representan nuevos estados.
El siguiente paso es obtener la constante {\displaystyle A\,} para lo cual tenemos que normalizar la función de onda. Como sabemos que la partícula se encuentra en algún lugar del espacio, y como {\displaystyle |\psi (x)|^{2}\,} representa la probabilidad de encontrar la partícula en un determinado punto del espacio (densidad de probabilidad), la integral de la densidad de probabilidad en todo el espacio {\displaystyle x\,} debe de ser igual a 1:

{\displaystyle 1=\int _{-\infty }^{\infty }\left|\psi (x)\right|^{2}\,\mathrm {d} x=\left|A\right|^{2}\int _{0}^{L}\sin ^{2}\left(kx\right)\,\mathrm {d} x=\left|A\right|^{2}{\frac {L}{2}}\qquad \Rightarrow \left|A\right|={\sqrt {\frac {2}{L}}}}

De aquí se deduce que A es cualquier número complejo con valor absoluto {\displaystyle {\sqrt {(2/L)}}}; todos los valores diferentes de A proporcionan el mismo estado físico, por lo que elegiremos por simplicidad el valor real {\displaystyle A={\sqrt {(2/L)}}}.
Por último, sustituyendo estos resultados en la solución general obtenemos el conjunto completo de autofunciones y energías para el problema de la partícula en una caja monodimensional, resumido en (1b).

## Caja tridimensional ortoédrica
En esta sección consideraremos que el volumen encerrado por la caja en la que se mueve la partícula es un ortoedro de lados Lx, Ly y Lz, la elección de esa forma simplifica el problema concreto ya que podemos usar fácilmente las coordenadas cartesianas para resolver el problema. Los estados estacionarios de este sistema físico consistente en una partícula material atrapada en una caja son aquellos que satisfacen la ecuación de Schrödinger con las siguientes condiciones:

(2){\displaystyle {\begin{cases}-{\cfrac {\hbar ^{2}}{2m}}\nabla ^{2}\psi (x,y,z)=E\psi (x,y,z)\\\\\psi (0,y,z)=\psi (L_{x},y,z)=0&\psi (x,0,z)=\psi (x,L_{y},z)=0\\\psi (x,y,0)=\psi (x,y,L_{z})=0\end{cases}}}

La función de onda fuera de la caja es cero expresando el hecho de que la probabilidad de encontrar la partícula fuera de una caja de la que la partícula no puede escapar es cero. Las soluciones de la ecuación (2) pueden encontrarse por el método de separación de variables y son de la forma:

{\displaystyle \psi (x,y,z)={\sqrt {\frac {8}{L_{x}L_{y}L_{z}}}}\sin \left({\frac {n_{x}\pi x}{L_{x}}}\right)\sin \left({\frac {n_{y}\pi y}{L_{y}}}\right)\sin \left({\frac {n_{z}\pi z}{L_{z}}}\right)}

Donde {\displaystyle n_{x},n_{y},n_{z}\,} son números enteros, que llamaremos números cuánticos. Al igual que en el caso monodimensional, {\displaystyle n_{x},n_{y},n_{z}>0\,}. Los valores posibles de la energía están cuantizados y vienen dados por:

{\displaystyle E_{n_{x},n_{y},n_{z}}={\frac {h^{2}}{8m}}\left({\frac {n_{x}^{2}}{L_{x}^{2}}}+{\frac {n_{y}^{2}}{L_{y}^{2}}}+{\frac {n_{z}^{2}}{L_{z}^{2}}}\right)}

Un caso interesante se produce cuando la caja tiene simetría. Por ejemplo, cuando dos o más lados son iguales, existen varias funciones de onda a las que les corresponde el mismo valor de la energía (se dice que los niveles de energía están degenerados). Por ejemplo, si {\displaystyle L_{x}=L_{y}}, entonces las funciones de onda con {\displaystyle n_{x}=1,n_{y}=2\,} y {\displaystyle n_{x}=2,n_{y}=1\,} están degeneradas en la energía. En este caso se dice que el nivel de energía está doblemente degenerado.

## Cavidad esférica
La forma funcional de los estados estacionarios y los valores de la energía cambian si se cambia la forma de la caja. En esta sección consideraremos una cavidad esférica de radio R y resolveremos el mismo problema empleando coordenadas esféricas que facilitan muchísimo la resolución de la ecuación de Schrödinger del problema:

(3){\displaystyle {\begin{cases}-{\cfrac {\hbar ^{2}}{2m}}\nabla ^{2}\psi (r,\theta ,\varphi )=E\psi (r,\theta ,\varphi )\\\\\psi (R,\theta ,\varphi )=0\end{cases}}}

Usando las propiedades del operador laplaciano y la separación de variables para las coordenada radial y las coordenadas angulares, que las soluciones de la ecuación (3) pueden escribirse como el producto de una función de la coordenada radial por un armónico esférico del siguiente modo:

{\displaystyle \psi (r,\theta ,\varphi )=R_{nl}(r)Y_{lm}(\theta ,\varphi )\,}

Sustituyendo esta forma funciona en la ecuación (3) se tiene que para que la función anterior sea solución debe cumplirse que la función radial satisfaga:

{\displaystyle -\nabla ^{2}R_{nl}(r)=-\left({\frac {d^{2}R_{nl}(r)}{dr^{2}}}+{\frac {2}{r}}{\frac {dR_{nl}(r)}{dr}}-{\frac {l(l+1)}{r^{2}}}R_{nl}(r)\right)={\frac {2mE}{\hbar ^{2}}}R_{nl}(r)}

Las soluciones de la ecuación anterior, vienen dadas por las funciones de Bessel y son:

{\displaystyle R_{nl}(r)=N_{nl}{\frac {J_{l+{\frac {1}{2}}}(\epsilon _{nl}r)}{\sqrt {r}}}\qquad \epsilon _{nl}={\sqrt {\frac {2mE_{nl}}{\hbar ^{2}}}}}

Donde Nnl es una constante de normalización y los posibles valores de la energía Enl son tales que hacen que la función de onda se anule sobre las paredes de la caja o cavidad esférica, es decir, cuando r = R y pueden obtenerse a partir de los ceros de la (l+1/2)-ésima función de Bessel:

{\displaystyle J_{l+{\frac {1}{2}}}\left(R{\sqrt {\frac {2mE_{nl}}{\hbar ^{2}}}}\right)=0}

Las funciones de onda y las energías para l = 0 vienen dados por:

{\displaystyle \psi _{n,0}={\frac {1}{\sqrt {2\pi R}}}{\frac {\sin \left({\frac {n\pi r}{R}}\right)}{r}},\qquad E_{n,0}={\frac {h^{2}}{8m}}{\frac {n^{2}}{R^{2}}}}

Para otros valores de l el resultado es más complejo. Por ejemplo para l =1 se tiene:

{\displaystyle \psi _{n,1,0}={1 \over 2}{\sqrt {3 \over \pi }}R_{n,1}(r)\cos \theta ,\qquad \psi _{n,1,\pm 1}=\mp {1 \over 2}{\sqrt {3 \over 2\pi }}R_{n,1}(r)\sin \theta e^{im\phi }}
{\displaystyle R_{n,1}(r)={\frac {{\bar {N}}_{n,1}}{r^{2}}}\left(\epsilon _{n,1}r\cos(\epsilon _{n,1}r)-\sin(\epsilon _{n,1}r)\right)\qquad \epsilon _{n,1}\approx {\frac {4,4934}{R}}}